# 桜山茲俊
桜山 茲俊（さくらやま これとし、生年不詳 - 元弘2年1月21日（1332年2月17日））は、鎌倉時代末期、備後国の武将。通称は四郎。元弘の乱の際、楠木正成の挙兵に呼応する形で備後国一ノ宮にて挙兵した。一時は破竹の勢いを示すも、笠置山の戦いにおける官軍敗戦の報に部下は四散。吉備津宮に放火し、妻子を殺害した後一族郎党と共に自刃した。

## 生涯

### 出自
出自については明らかでなく、不明な点が多い。宮氏の一族と考えられている他、以下のような諸説がある。
- 1319年（元応元年）に備後国甲奴郡佐倉村（現在の広島県府中市上下町佐倉）地頭として任地に赴いた宮（備後三郎）正盛の長男であり、後に備後国品治郡宮内村（現在の広島県福山市新市町宮内）の鳶尾山城（鳶尾城）に移ったとする説（『西備名区』など）[2]。当説を前提として、父正盛から地頭職を継ぎ、中央勢力と相当な関係にあったことが楠木正成との交歓[注釈 3]に関係しているという見解もある[3]。

- 御調郡三原桜山城主が品治郡まで進出し、宮内に築城し居したとする説（『備後太平記』など）

### 挙兵
元弘の乱と時期を同じくして、桜山茲俊は同一族等と御所方に参って戦旗を揚げたとされている。挙兵時に桜山側に味方した人物はいづれも地方土着の豪族であった一方、桜山城を攻め、または笠置城攻めの招集に応じた人物は中央から備後各地に赴任した御家人が中心であったことから、桜山茲俊は「非御家人の統領的存在」として反幕の旗揚げを行ったとの分析もある。
『太平記』によると、1331年10月15日（元弘元年9月13日）に幕府軍の伝令は、当国（備後国）の一宮を城郭として楯篭る間に近国の軍勢が加わって、其勢は既に700騎余りとなり、国中を打ちなびかし、剰りは他国へ打ち越そうと企てていると伝えた。桜山軍が短期間で備南一円を制圧できた点について、幕府側の勢力が近畿に向かった虚をついた作戦が功を奏したとの評価もある。
備後国半国ばかりを制圧し、次は備中か安芸かと思案していたところ、笠置城が落とされ、楠木正成も自害したと聞こえてきたので、一時は見方として付いた軍勢は離反していった。今は常に行動を共にしてきた一族、年来の若武者二十人余りが残るだけとなった。当時は幕府が政権を掌握して日本全国隈無く厳しく統治しており、逃亡したとしても、親しい者を隠し置く少しの土地も無かった。疎遠な者にはなおさら身を託すこともできない。こうなっては人手に懸かって屍を晒すよりはと、備後国一ノ宮へ参り、8歳の子と、27歳になる年来の女房を刺し殺して、社殿に火を懸け、自身も腹を掻き切って、一族若党23人皆灰燼となって消えた。

## 人物・評価

### 太平記
『太平記』は、「桜山の所存」として次のように述べ、挙兵は荒れた一宮を再興するためであり、社殿への放火は後代の造営を期待しての捨て身の行為であったと説明している。
「桜山入道は吉備津神社を長年にわたり尊く崇めており、その社殿があまりにも破損いることを嘆き、造営しようと大願を欲していた。しかし事が大事業であるので、志あるのみで財力が伴わなかった。この度後醍醐天皇の謀反に協力したのも専らその大願を遂げたいが為である。しかしこの願いは叶えられず、討死にしようとしたとき、「我々がこの社殿を焼き払えば、朝廷・幕府共に造営はやむを得ないという話になるだろう。この身は地獄に落ちようとも、この願いさえ成し遂げたならば悲しむべきではない」と猛々しい心をおこして、社殿で焼け死んだのである。仏の、衆生を救おうとの慈悲深い願いを思えば、順縁・逆縁のいずれも衆生を救い利益を与える手段なので、社殿に放火することは現世ではあるまじき重罪ではあるが、来世での救いを得る手がかりになろうかと、実はその信心の深さが忍ばれるのであった。」

### 近世
『太平記評判秘伝理尽鈔』は、桜山の挙兵目的は誤りであり、その行動は「血気の勇者」であると評している。
『大日本史』は、挙兵目的について「車駕笠置に在るに及びて楠正成義を挙ぐ、茲俊本国一宮に城き以て之に応ず。（中略）功を立て賞を迎へ以て其資を給せんと欲す」と記し、楠木正成の挙兵に呼応したとはいえ、戦功による神社再建が目的の一つであったとしている。
1648年（慶安元年）に蠻江和尚が著した『一宮重興記』では、「逆儔桜山の四郎」と表現され、「世の変乱を幸いとして上帝の威を借り、部下に命じて隣郷を掠め、村里では浮誉を極め、虚誉を京洛に馳せようとした。しかし事に失敗した後は士卒は疲弊して四散した。人の手に渡って死ぬのを恥じたが故に祠に放火し、身を投じて死んだ」旨の説明がなされている。これは、臨川寺文書「悪党楠兵衛慰」の表現等に見られる楠木正成と同様、桜山茲俊を悪党として評価したものとみられる。
江戸時代中期の『備陽六郡志』は『一宮重興記』を取り上げ、「鎌倉六波羅こそが帝に敵対した逆徒であり、全くの官軍である桜山を逆儔というのはおかしい。楠木正成に応じて備後半国を征服したことを、上帝の威を借り、部下に命じて隣郷を掠め、浮誉を村里に極めたいうのは『太平記』とも大いに異なる。また妻子を殺害して自害したことは、主君が辱めを受けないための臣下としての義である」旨の評価をしている。菅茶山も『福山志料』で同書を引用しつつ、「君が臣下（北条氏）の暴虐を誅伐するのは当然のことである。それを御謀反を書く程度の書であれば、『太平記』の説明は信じがたい」旨の意見を加えている。

### 近現代
明治初期の『魁春櫻山記』では、「忠義勤王」という尊称が用いられ、楠木正成と共に倒幕の命を受け、帰国して義兵を挙げたという点が強調されている。
1883年（明治16年）に五弓雪窓が記した『桜山神廟記』では、勤王の首帥として戮力協心したが不幸にも志を失って火の中に身を投じたとし、さらに放火については祝融氏（火の神）の神力や全国民の勤勉努力による再建を願ってことだったとしている。
1883年（明治16年）、正五位を追贈された。大正～昭和初期には、「皇国史観」の下で南朝の忠臣としての評価を受け、備後郷土史会を構成する郷土史家らにより中心に盛んに顕彰された。1935年（昭和10年）5月には桜山公顕彰会が発足され、桜山神社の社格昇格運動などが行われた。さらに系譜・後裔、家臣、墓所、死亡日等について各種の調査研究が行われた。郷土教育運動においては、1933年（昭和8年）発行の『教育に立脚せる芦品郡基本調査』では郷土史上の主要人物として紹介され、1939年（昭和14年）に福山市西尋常小学校で上演された『歌劇桜山公』、1942年（昭和17年）に深安郡御野国民学校で上演された『児童劇大忠桜山公』等、児童劇での題材化も行われた。
現代では文献史料における史料性の乏しさから、実在を疑問視する見解もある。また『太平記』に登場する「桜山四郎入道」に対し、「茲俊」という名乗りをあてることに対しても慎重論がある。

## 墓所・史跡

史跡「一宮」

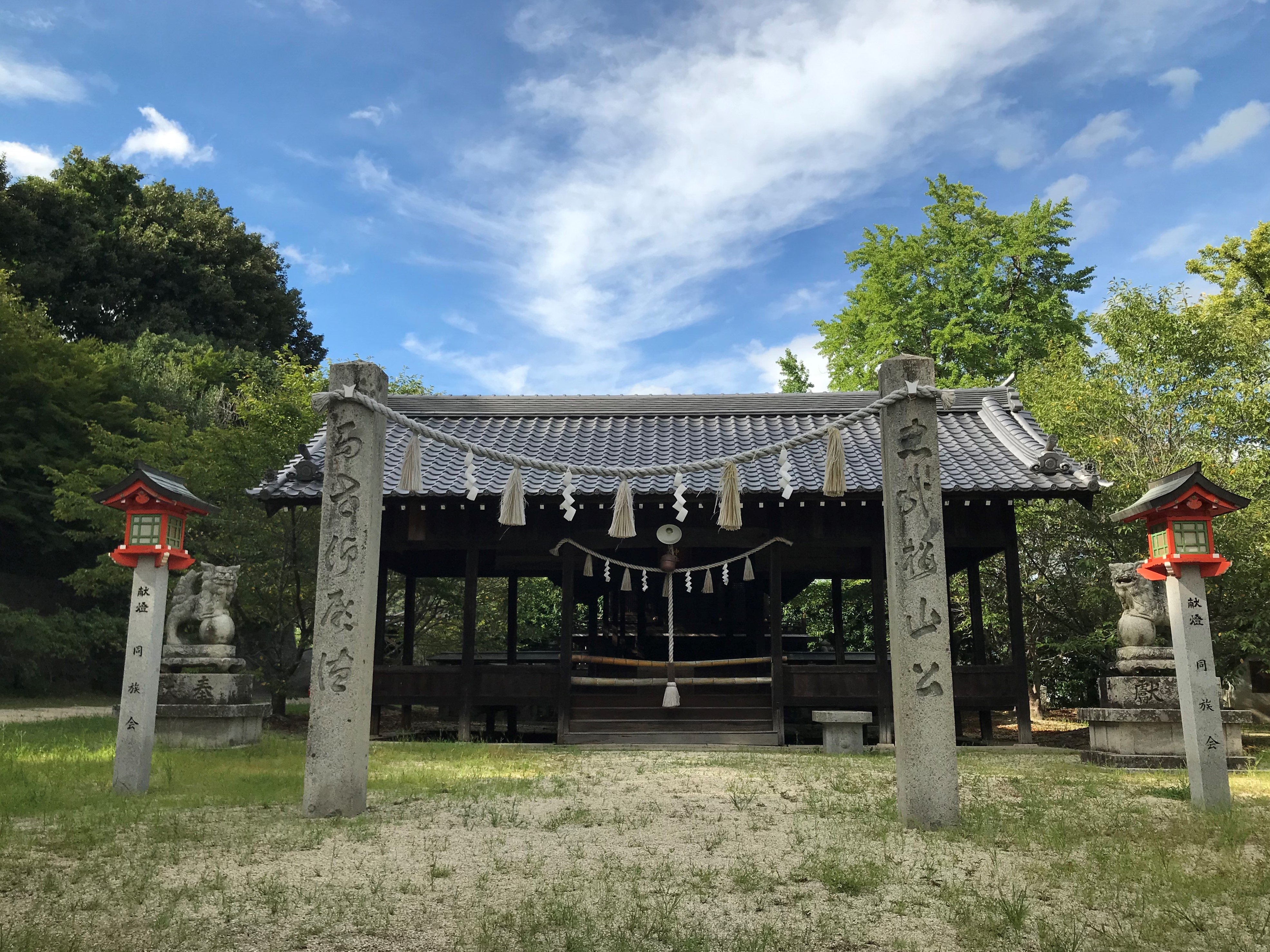
桜山神社

舞台となった吉備津神社一帯は、1934年（昭和9年）3月13日に一宮（桜山茲俊挙兵伝説地）として国の史跡に指定されている。
- 桜山城跡 - 吉備津神社の南側丘陵上にある丘城跡[20]。
- 鳶尾城跡 - 吉備津神社背後の山城で吉備津神社の詰の丸とも言われる。
- 桜山神社 - 1883年（明治16年）、吉備津神社の境内に、桜山城跡から移され創建された。
- 吉野神宮 - 摂社船岡神社の祭神として祀られている[21]。

## 贈位
- 1883年（明治16年）8月6日 - 贈正五位[22]
- 1903年（明治36年）11月13日 -贈正四位[23]